# مقصود علي
مقصود علي (من مواليد 4 أبريل 1982) هو لاعب باكستاني محترف عالمي. كان عضوًا في فريق كابادي الوطني الباكستاني الذي فاز بالميدالية البرونزية في دورة الألعاب الآسيوية 2010 في مدينة قوانغتشو.